# Ramones (альбом)
Ramones — дебютний студійний альбом американського панк-рок гурту Ramones, виданий 23 травня 1976 року лейблом Sire Records.

## Про альбом
Ramones досяг № 111 у чарті Billboard 200 і був комерційно не успішним; спочатку платівка отримала змішані відгуки від музичних критиків. Хоча пізніше альбом було визнано дуже впливовим і з того часу платівка отримала багато схвалень. Цей альбом мав значний вплив на такі гурти як Sex Pistols, Buzzcocks, The Clash та багато інших. Окрім впливу на панк-рок сцену у США та Великій Британії, альбом також мав значний вплив на інші жанри рок-музики (такі як, наприклад, гранж та хеві-метал). Журнал Rolling Stone помістив платівку на № 33 у Список 500 найкращих альбомів усіх часів за версією журналу «Rolling Stone». Альбом став золотим за версією RIAA у 2014 році.

## Список композицій
| Сторона A | Сторона A                               | Сторона A  |
| #         | Назва                                   | Тривалість |
| --------- | --------------------------------------- | ---------- |
| 1.        | «Blitzkrieg Bop»                        | 2:12       |
| 2.        | «Beat on the Brat»                      | 2:30       |
| 3.        | «Judy Is a Punk»                        | 1:30       |
| 4.        | «I Wanna Be Your Boyfriend»             | 2:24       |
| 5.        | «Chain Saw»                             | 1:55       |
| 6.        | «Now I Wanna Sniff Some Glue»           | 1:34       |
| 7.        | «I Don't Wanna Go Down to the Basement» | 2:35       |

| Сторона B | Сторона B                             | Сторона B  |
| #         | Назва                                 | Тривалість |
| --------- | ------------------------------------- | ---------- |
| 8.        | «Loudmouth»                           | 2:14       |
| 9.        | «Havana Affair»                       | 2:00       |
| 10.       | «Listen to My Heart»                  | 1:56       |
| 11.       | «53rd & 3rd»                          | 2:19       |
| 12.       | «Let's Dance»                         | 1:51       |
| 13.       | «I Don't Wanna Walk Around with You»  | 1:43       |
| 14.       | «Today Your Love, Tomorrow the World» | 2:09       |
| 29:04     |                                       |            |

2001 Expanded Edition CD
| #     | Назва                                                    | Тривалість |
| ----- | -------------------------------------------------------- | ---------- |
| 15.   | «I Wanna Be Your Boyfriend» (демо-запис)                 | 3:02       |
| 16.   | «Judy Is a Punk» (демо)                                  | 1:36       |
| 17.   | «I Don't Care» (демо)                                    | 1:55       |
| 18.   | «I Can't Be» (демо)                                      | 1:56       |
| 19.   | «Now I Wanna Sniff Some Glue» (демо)                     | 1:42       |
| 20.   | «I Don't Wanna Be Learned/I Don't Wanna Be Tamed» (демо) | 1:05       |
| 21.   | «You Should Never Have Opened That Door» (демо)          | 1:54       |
| 22.   | «Blitzkrieg Bop» (сингл версія)                          | 2:12       |
| 43:06 |                                                          |            |